# Tlanalapa, Hidalgo
Tlanalapa är en kommunhuvudort i Mexiko.   Den ligger i kommunen Tlanalapa och delstaten Hidalgo, i den sydöstra delen av landet, 70 km nordost om huvudstaden Mexico City. Tlanalapa ligger 2 457 meter över havet och antalet invånare är 7 511.
Terrängen runt Tlanalapa är kuperad åt nordost, men åt sydväst är den platt. Runt Tlanalapa är det ganska tätbefolkat, med 155 invånare per kvadratkilometer. Närmaste större samhälle är Ciudad Sahagun, 5,7 km sydost om Tlanalapa. Trakten runt Tlanalapa består till största delen av jordbruksmark.